# Дураццо, Пьетро Старший
Пьетро Дураццо (итал. Pietro Durazzo; Генуя, 1560 — Генуя, 1631) — дож Генуэзской республики.

## Биография
Пьетро был сыном бывшего дожа Джакомо Дураццо Гримальди и Марии Маджолло, он родился в Генуе в период около 1560 года.
Он принадлежал к так называемой "новой" знати Генуи и последовал по стопам отца, занявшись семейным бизнесом и наладив контакты с Банком Сан-Джорджо.
Как было принято среди молодых генуэзских патрициев, он, в дополнение к образованию, поступил на военную службу и в 1585 году стал одним из тридцати капитанов по охране порядка в Генуе. Тем не менее, основной интерес Пьетро был связан с экономическим и финансовым секторами. В период 1594—1617 годов он занимал должности в различных республиканских магистратах, а в 1600—1608 годах был членом Синдикатория — органа, оценивавшего эффективность работы дожей.
В 1606 год он стал комендантом крепости Приамар в Савоне, а в 1609 и 1616 годах назначался главой магистрата на Корсике. Наряду с Джованни Баттиста Дориа, которого сменил будущий дож Амброджо Дориа (1621), они представляли Геную в 1618 году на встрече в Милане с новым губернатором Гомесом Суаресом-де-Фигероа-и-Кордоба.
По истечении мандата дожа Джованни Джакомо Тартаро Империале Пьетро Дураццо вернулся в Геную, чтобы присутствовать на заседании Большого совета как кандидат на пост дожа, наряду с Паоло Саули и Федерико Де Франки, шурином Пьетро. Саули представлял "старую" знать, а Дураццо и Де Франки — "новую". Первый тур голосования не выявил победителя, а во второй вышли Дураццо и Саули. В итоге лишь в третьем туре удалось определить победителя: с результатом 199 голосов против 197 дожем, 83-м в истории Генуи, стал Дураццо.

### Правление
Дураццо зарекомендовал себя как сторонник жесткой и авторитарной политики в сфере внутреннего управления, благодаря чему его правление вошло в историю как мирное и спокойное. На международной арене, хоть и наблюдался рост напряженности, в итоге вылившийся в Тридцатилетную войну, положение Генуи также оставалось стабильным.
Получив поддержку народа и знати ("старая" знать, по сути, серьезно помогла избранию Дураццо) дож смог полностью сосредоточиться на городских работах, в частности, завершении застройки Виа Бальби, продолжении существующей Страда-Нуово (ныне Виа Гарибальди), строительстве в общей сложности пяти роскошных дворцов для знати. Дож, вместе со своим братом Агостино и сыном Джакомо, был покровителем дворца Вико-Де-Марини, спроектированного Андреа Черезола.

### Последние годы
По истечении срока полномочий 2 мая 1621 года Дураццо был назначен пожизненным прокурором и продолжил государственную службу и контакты с Банком Сан-Джорджо. В 1626 и 1630—1631 годах он вновь возглавлял магистрат Корсики.
По состоянию здоровья Пьетро в 1631 году был вынужден покинуть должность защитника инквизиции. 18 декабря того же года он скончался. Его тело было похоронено в семейном склепе, возведенном его дедом Джованни Дураццо внутри церкви Утешения в Генуе.

### Личная жизнь
От брака с Аурелией Салуццо (дочерью Агостино Салуццо) у Пьетро было семеро детей: Джакомо (1587), Мария (1588), Николо (1589), Кассандра и Виоланте (1591), Баттиста (1592), Чезаре (1593, будущий дож) и Стефано (последний архиепископ Генуи в 1635—1664 гг., далее кардинал). Среди его внуков и правнуков были будущие дожи Пьетро (сын Чезаре) и Стефано Дураццо (сын Пьетро).